# Tagada

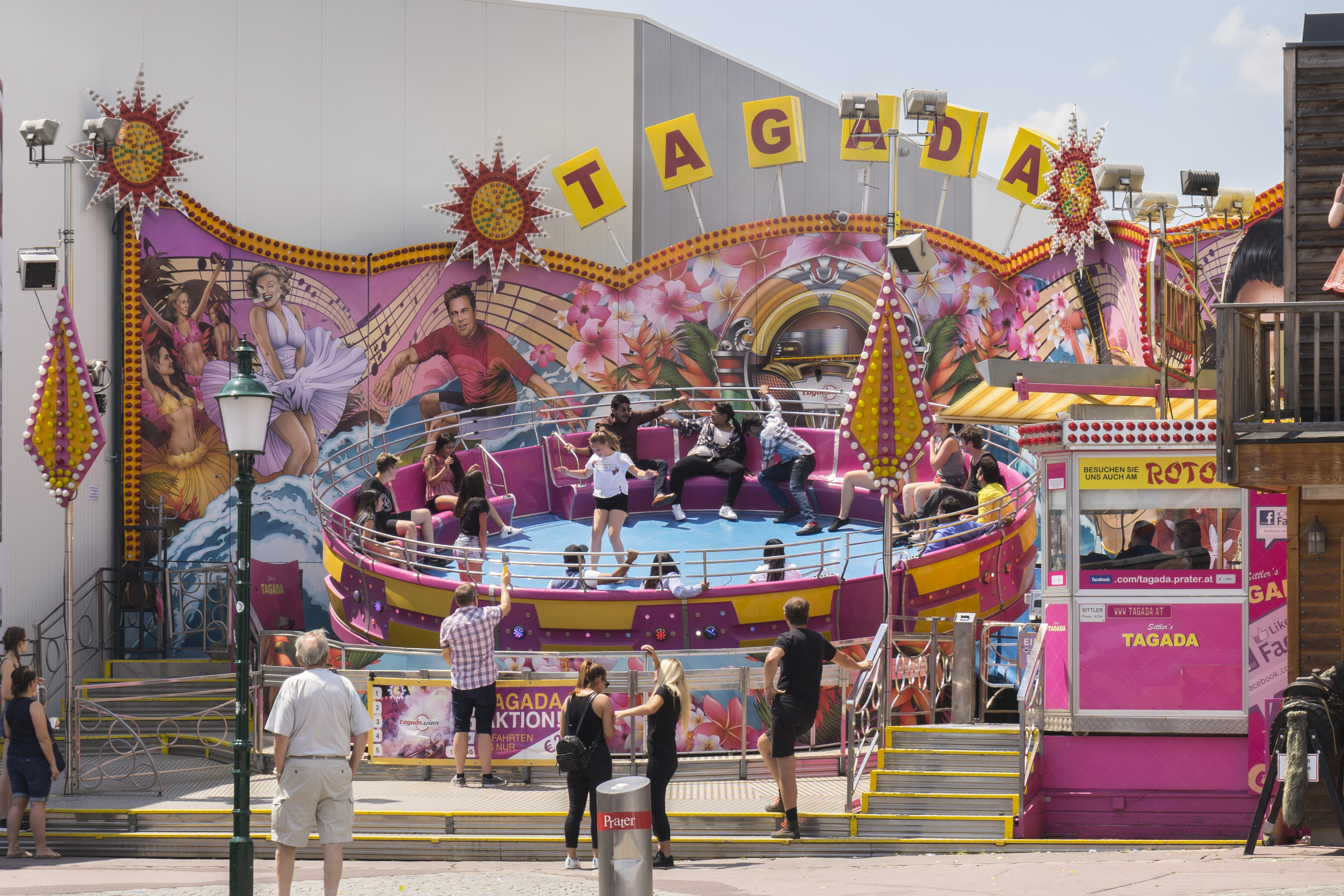
Tagada im Wiener Wurstelprater

Tagada bezeichnet einen Karussell-Typ, dessen Verbreitung in den 1970er-Jahren hauptsächlich in Italien und Österreich ihren Höhepunkt fand. Das Tagada ist mit dem sogenannten deutschen Hopser artverwandt, der wesentliche Unterschied ist die aufwändigere Technik, mit der es möglich wird, auch geringfügig seitliche Bewegungen auszuführen. Mit einer Drehscheibe, auf der sich am äußeren Rand, axial zum Mittelpunkt ausgerichtet, Sitzbänke befinden, werden mittels Druckluft Auf- und Abbewegungen erzeugt.